# الیجنت ایر
الیجنت ایر، (به انگلیسی: Allegiant Air) شرکت هواپیمایی ارزان‌قیمت آمریکایی است، که در سال ۱۹۹۷ توسط میچ الی، جیم پترسون و کاپیتان دیو بیدل، تأسیس شد و در حال حاضر روزانه به ۱۲۴ مقصد، در ایالات متحده آمریکا پرواز مستقیم دارد. الجینت ایر چهاردهمین شرکت هواپیمایی بزرگ آمریکای شمالی از نظر تعداد مسافر است.
دفتر مرکزی شرکت الیجنت ایر در شهر لاس وگاس، نوادا، ایالات متحده آمریکا قرار دارد و فرودگاه بین‌المللی لی والی٬ فرودگاه منطقه‌ای شهرستان اوتاگامی٬ فرودگاه منطقه‌ای اشویل٬ فرودگاه بین‌المللی بلینگهم٬ سینسیناتی٬ فرودگاه منطقه‌ای نورث‌وست (فلوریدا)٬ فرودگاه بین‌المللی دی موین (آیووا)٬  فرودگاه بین‌المللی بیشاپ٬ فرودگاه بین‌المللی فورت لادرداله – هالی‌وود}}٬ فرودگاه بین‌المللی جرالد فورد٬ فرودگاه بین‌المللی ایندیاناپلیس٬ فرودگاه مک‌گی تایسن٬ فرودگاه بین‌المللی هری رید٬ فرودگاه بین‌المللی لس‌آنجلس٬ فرودگاه بین‌المللی اورلندو سنفورد٬ فرودگاه فینکس-مسا٬ فرودگاه بین‌المللی پیتسبورگ٬ فرودگاه شهری پروو٬ فرودگاه شهرستان شارلوت٬ فرودگاه بین‌المللی ساراستابردنتن٬ فرودگاه بین‌المللی سوننه/هیلتن حعیا و فرودگاه بین‌المللی سن پترزبورگ-کلیرواتر قطب‌های این شرکت هواپیمایی به‌شمار می‌آیند.
شرکت الیجنت ایر در حال حاضر در ناوگان هوایی خود، دارای ۱۲۴ فروند هواپیمای جت مسافربری می‌باشد. سهام این شرکت در بازار بورس نزدک معامله می‌شود.